# Гільовіце (гміна)
Гміна Гільовіце (пол. Gmina Gilowice) — сільська гміна у південній Польщі. Належить до Живецького повіту Сілезького воєводства.
Станом на 31 грудня 2011 у гміні проживало 5979 осіб.

## Територія
Згідно з даними за 2007 рік площа гміни становила 28.15 км², у тому числі:
- орні землі: 68.00%
- ліси: 23.00%

Таким чином, площа гміни становить 2.71% площі повіту.

## Населення
Станом на 31 грудня 2011:
| Опис     | Загалом | Загалом | Чоловіки | Чоловіки | Жінки | Жінки |
| -------- | ------- | ------- | -------- | -------- | ----- | ----- |
| одиниця  | осіб    | %       | осіб     | %        | осіб  | %     |
| все      | 5979    | 100     | 2927     | 48.95    | 3052  | 51.05 |
| міське   | 0       | 100     | 0        |          | 0     |       |
| сільське | 5979    | 100     | 2927     | 48.95    | 3052  | 51.05 |

## Сусідні гміни
Гміна Ґільовіце межує з такими гмінами: Живець, Ленкавиця, Свінна, Шлемень.